# Marcha dos Defensores de Moscou
A Marcha dos Defensores de Moscou (em russo:  Mарш защитников Москвы, transl. Marsh zashchitnikov Moskvy) é uma marcha militar do Exército Vermelho composta na véspera da Batalha de Moscou. A música é de Boris Mokrousov e a letra é de Alexei Surkov.

## Criação

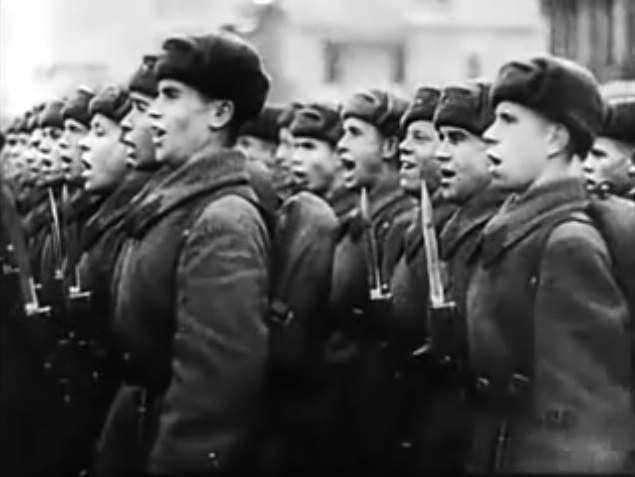
Soldados do Exército Vermelho se alinham com baionetas caladas antes do combate durante a Batalha de Moscou. Esta imagem é do documentário soviético "Moscou Contra-Ataca", filmado em 1941.

No início de outubro de 1941, a ofensiva da Wehrmacht se aproximou de Moscou. A Batalha de Moscou começa. O evento pegou os russos de surpresa. Chocado, Alexei Surkov compôs um poema que intitulou Os Defensores de Moscou. Foi publicado no Pravda do Exército Vermelho e, uma semana depois, no jornal Moscou Vespertino. Ele então atraiu a atenção do Estúdio Central de Documentários da URSS. O texto do poema foi musicado com uma melodia composta um pouco antes por Boris Mokrousov, e a canção assim criada foi transmitida em um documentário sobre a defesa das cidades de Volokolamsk e Mozhaysk.
A Canção dos Defensores de Moscou foi posteriormente interpretada por um coral e orquestra no documentário Moscou Contra-Ataca (1942). Foi então renomeada Marcha dos Defensores de Moscou.

## Popularidade
A canção faz parte do repertório tradicional de bandas militares e canções da Grande Guerra Patriótica. É frequentemente interpretada no Desfile anual da Vitória da URSS sobre o Terceiro Reich (geralmente após a Despedida de Slavyanka) e em desfiles das Forças Armadas da Federação Russa. A melodia desta canção foi usada no hino do Partido Comunista Turco.

## Letra
A Canção dos Defensores de Moscou consiste em cinco versos e um refrão. O refrão é o seguinte:
| Мы не дрогнем в бою за столицу свою, Нам родная Москва дорога. Нерушимой стеной, обороной стальной Разгромим, уничтожим врага ! | Não enfraqueceremos na luta pela nossa capital Nossa cidade natal, Moscou, é muito querida para nós. Por nossas paredes inabaláveis, por nossa defesa de aço Nós venceremos, nós destruiremos o inimigo! |